# Pedro Pereira
Pedro Miguel de Almeida Lopes Pereira, noto semplicemente come Pedro Pereira (Vendas Novas, 22 gennaio 1998), è un calciatore portoghese, difensore del Gençlerbirliği. 
Nel 2015 è stato inserito nella lista dei migliori cinquanta calciatori nati nel 1998 stilata da The Guardian.

## Caratteristiche tecniche
Terzino destro di grande dinamismo e reattività, dotato di una buona tecnica individuale e di corsa. Abile sia in fase di copertura che in quella di spinta grazie ad un piede molto preciso che gli permette di crossare dal fondo in modo pericoloso. Si distingue anche per il temperamento con cui scende in campo, non disdegnando interventi in scivolata sugli avversari.

## Carriera

### Club

#### Esordi
Cresciuto nelle giovanili del Benfica, il 2 luglio 2015 il direttore sportivo del settore giovanile del club italiano della Sampdoria, Riccardo Pecini, gli fa sottoscrivere il suo primo contratto da professionista acquisendolo a titolo definitivo per la cifra di 190.000 euro. Pereira viene aggregato sin da subito alla Prima squadra, anche se in età per la Formazione Primavera, e sostiene l'intero ritiro pre-campionato.

#### Sampdoria
Il 14 settembre seguente, a soli 17 anni e 7 mesi, esordisce in Serie A durante la gara vinta per 2-0 contro il Bologna, nella quale subentra al 21' al posto del compagno di squadra Mattia Cassani uscito a causa di un infortunio muscolare; Pereira diventa così il più giovane giocatore in campo nell'intera Serie A 2015-2016. Sei giorni dopo gioca dal primo minuto la sfida di Campionato persa contro il Torino per 2 a 0. Disputa da titolare anche le due seguenti giornate di Campionato contro Roma, Atalanta. Il 4 ottobre, servendo a Luis Muriel l'assist per il gol che sblocca la partita Samp-Inter 1-1, diventa il più giovane assist-man della stagione 2015-2016 dell'intera Europa. In un anno e mezza colleziona 21 presenze con i blucerchiati.

#### Ritorno al Benfica
Il 31 gennaio 2017 ritorna al Benfica in cambio del riscatto di Filip Đuričić. Il seguente 20 maggio esordisce nel campionato portoghese, nel 2-2 contro il Boavista, giocando tutti i 90 minuti.
Nella stagione successiva colleziona una sola presenza, con la seconda squadra il 27 ottobre nella vittoria per 1-0 contro la Feirense.

#### Genoa
Nel gennaio 2018 ritorna in Italia, ingaggiato in prestito dal Genoa, società con cui esordisce in campionato il 5 febbraio seguente nella vittoria esterna per 2-1 contro la Lazio. Termina la stagione con 6 presenze.
Nella sua seconda stagione in rossoblu trova il campo con più continuità, esordendo alla quarta giornata nella vittoria per 1-0 contro il Bologna.

#### Bristol City
Il 7 agosto 2019 viene ceduto in prestito al Bristol City.

#### Crotone
Il 21 settembre 2020 viene ceduto nuovamente in prestito in Serie A, questa volta al Crotone.

#### Monza
Il 23 luglio 2021 viene ceduto in prestito al Monza.

#### Antalyaspor e ritorno al Monza
Il 18 agosto 2022 viene ceduto in prestito all'Antalyaspor.
Tornato nella rosa del Monza per la stagione 2023-2024, il 28 dicembre 2024 segna, alla 128ª presenza complessiva nella competizione, il suo primo gol in Serie A nella sconfitta per 2-1 in casa del Parma. Lascia il Monza al termine della stagione 2024-2025, alla scadenza naturale del proprio contratto.

### Nazionale
Ad oggi Pereira vanta 32 presenze in gare ufficiali delle nazionali giovanili del Portogallo tra Under-15, Under-16, Under-17 e Under-18.

## Statistiche

### Presenze e reti nei club
Statistiche aggiornate al 18 maggio 2025.
| Stagione         | Squadra          | Campionato       | Campionato | Campionato | Coppe nazionali | Coppe nazionali | Coppe nazionali | Coppe continentali | Coppe continentali | Coppe continentali | Altre coppe | Altre coppe | Altre coppe | Totale | Totale |
| Stagione         | Squadra          | Comp             | Pres       | Reti       | Comp            | Pres            | Reti            | Comp               | Pres               | Reti               | Comp        | Pres        | Reti        | Pres   | Reti   |
| ---------------- | ---------------- | ---------------- | ---------- | ---------- | --------------- | --------------- | --------------- | ------------------ | ------------------ | ------------------ | ----------- | ----------- | ----------- | ------ | ------ |
| 2015-2016        | Sampdoria        | A                | 9          | 0          | CI              | 0               | 0               | UEL                | -                  | -                  | -           | -           | -           | 9      | 0      |
| 2016-gen. 2017   | Sampdoria        | A                | 12         | 0          | CI              | 0               | 0               | -                  | -                  | -                  | -           | -           | -           | 12     | 0      |
| Totale Sampdoria | Totale Sampdoria | Totale Sampdoria | 21         | 0          |                 | 0               | 0               |                    | -                  | -                  |             | -           | -           | 21     | 0      |
| gen.-giu. 2017   | Benfica          | PL               | 1          | 0          | CP+CdL          | -               | -               | UCL                | -                  | -                  | SP          | -           | -           | 1      | 0      |
| 2017-gen. 2018   | Benfica B        | SL               | 1          | 0          | -               | -               | -               | -                  | -                  | -                  |             |             |             | 1      | 0      |
| gen.-giu. 2018   | Genoa            | A                | 6          | 0          | CI              | 0               | 0               | -                  | -                  | -                  | -           | -           | -           | 6      | 0      |
| 2018-2019        | Genoa            | A                | 26         | 0          | CI              | 1               | 0               | -                  | -                  | -                  | -           | -           | -           | 24     | 0      |
| Totale Genoa     | Totale Genoa     | Totale Genoa     | 32         | 0          |                 | 1               | 0               |                    | -                  | -                  |             | -           | -           | 33     | 0      |
| 2019-2020        | Bristol City     | FLC              | 21         | 2          | FACup+CdL       | 1+0             | 0               | -                  | -                  | -                  | -           | -           | -           | 22     | 2      |
| 2020-2021        | Crotone          | A                | 35         | 0          | CI              | 1               | 0               | -                  | -                  | -                  | -           | -           | -           | 36     | 0      |
| 2021-2022        | Monza            | B                | 33+1       | 0          | CI              | 1               | 0               | -                  | -                  | -                  | -           | -           | -           | 35     | 0      |
| 2022-2023        | Alanyaspor       | SL               | 26         | 0          | CT              | 2               | 0               | -                  | -                  | -                  | -           | -           | -           | 28     | 0      |
| 2023-2024        | Monza            | A                | 23         | 0          | -               | -               | -               | -                  | -                  | -                  | -           | -           | -           | 23     | 0      |
| 2024-2025        | Monza            | A                | 35         | 1          | CI              | 2               | 0               | -                  | -                  | -                  | -           | -           | -           | 37     | 1      |
| Totale Monza     | Totale Monza     | Totale Monza     | 92         | 1          |                 | 3               | 0               |                    | -                  | -                  |             | -           | -           | 95     | 1      |
| Totale carriera  | Totale carriera  | Totale carriera  | 229        | 3          |                 | 8               | 0               |                    | -                  | -                  |             | -           | -           | 237    | 3      |

## Palmarès

### Club

#### Competizioni nazionali
- Campionato portoghese: 1

Benfica: 2016-2017